# Dendronephthya echinata
Dendronephthya echinata is een zachte koraalsoort uit de familie Nephtheidae. De koraalsoort komt uit het geslacht Dendronephthya. Dendronephthya echinata werd in 1959 voor het eerst wetenschappelijk beschreven door Tixier-Durivault & Prevor. 